# 奧斯特拉維采河

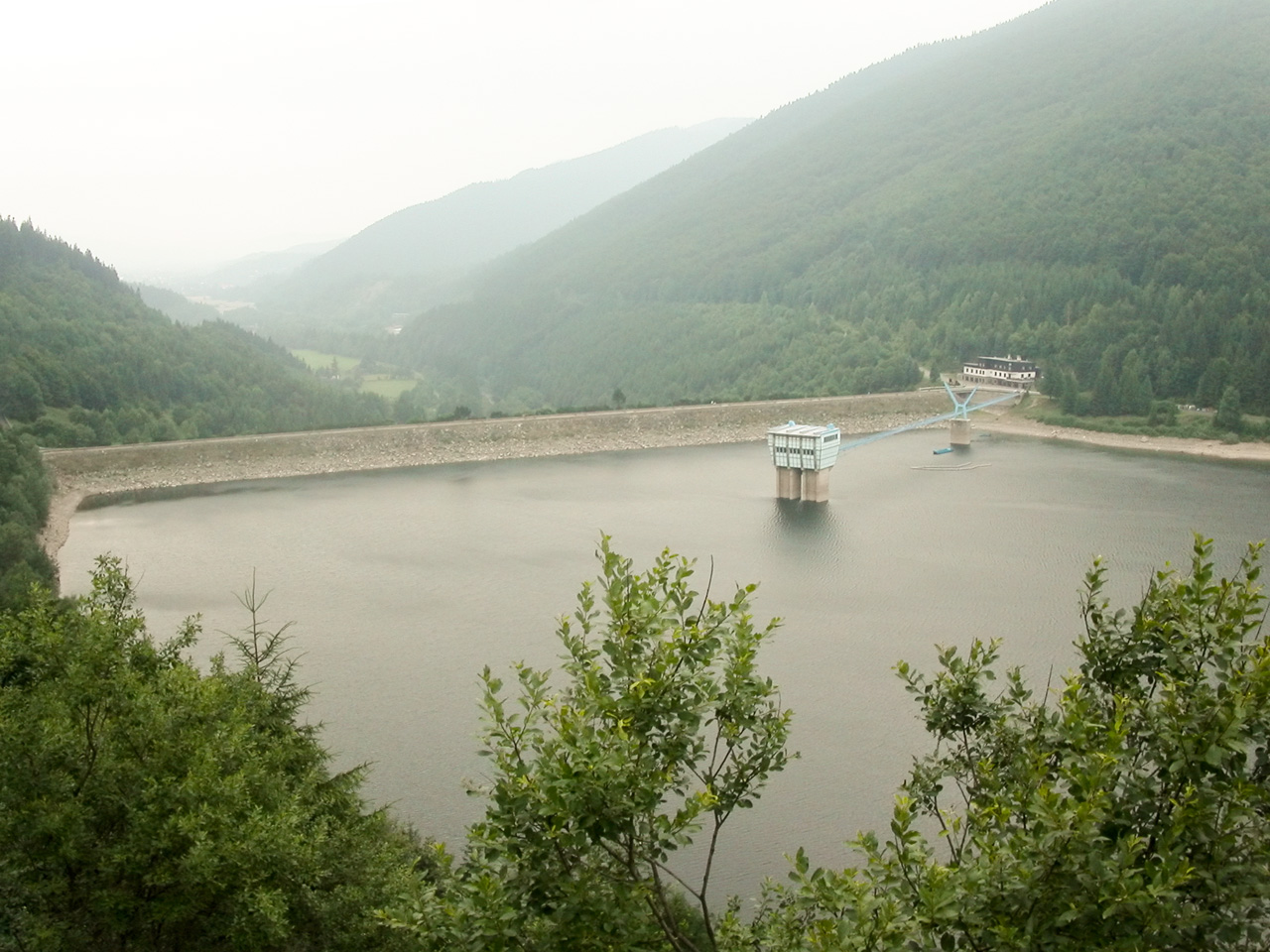

奧斯特拉維采河是捷克的河流，位於該國西部，屬於奧得河的右支流，河道全長65.1公里，流域面積827.4平方公里，河畔城鎮有奧斯特拉維采河畔弗里德蘭特。